# Tennessee Christmas
Tennessee Christmas è il diciannovesimo album in studio (il quarto natalizio) della cantante statunitense Amy Grant, pubblicato nel 2016.

## Tracce
1. Tennessee Christmas – 4:27 (Amy Grant, Gary Chapman)
2. To Be Together – 4:11 (Grant, Chris Eaton)
3. Christmas for You and Me – 3:04 (Nathan Dugger, Ellie Holcomb)
4. Melancholy Christmas – 3:02 (Grant, Marshall Altman)
5. December – 3:29 (Isaac Darnell)
6. White Christmas – 2:23 (Irving Berlin)
7. Joy to the World – 3:08 (Isaac Watts)
8. I've Got My Love to Keep Me Warm – 3:24 (Berlin)
9. Baby, It's Cold Outside (duet with Vince Gill) – 3:15 (Frank Loesser)
10. Christmas Don't Be Late – 3:15 (Ross Bagdasarian)
11. Still Can’t Sleep – 3:12 (Ed Cash, Franni Cash)
12. Another Merry Christmas – 2:22 (Grant, E. Cash)
13. O Come, All Ye Faithful – 3:07 (John Francis Wade)

Tracce Bonus Ed. Digitale
1. From the Cold – 4:35 (Cody Fry)
2. What Child Is This – 3:16 (William Chatterton Dix)